# Тето Пјано (Кунео)
Тето Пјано је насеље у Италији у округу Кунео, региону Пијемонт.
Према процени из 2011. у насељу је живело 62 становника. Насеље се налази на надморској висини од 677 м.